# Expectorație
Expectorația este o expulzie prin tuse a secrețiilor provenind din căile aeriene inferioare (trahee, bronhii, alveole pulmonare).
Expectorația, numită în mod obișnuit scuipat sau spută, este provocată de o acumulare de secreții, survenită mai ales în cursul afecțiunilor bronhopulmonare: bronșită acută, bronșită cronică, bronșiectazie, astm, infecție pulmonară (pneumonie, abces al plămânului, tuberculoză), modificări bronhice apărute ca urmări ale fumatului. Expectorația de sânge, sau hemoptizia, este un caz particular; aceasta poate fi consecința unei afecțiuni bronhopulmonare (cancer bronhic, embolie pulmonară, tuberculoză) sau a unei afecțiuni cardiace acute.